# Le Défi des Gobots
Le Défi des Gobots (Challenge of the GoBots) est une série télévisée d'animation de science-fiction américaine en 66 épisodes de 22 minutes, créée par les studios Hanna-Barbera Productions d'après le monde imaginaire des GoBots et diffusée à partir du 29 octobre 1984 en syndication.
En France, la série a été diffusée à partir du 11 septembre 1985 sur TF1 dans l'émission Vitamine.

## Synopsis
Originaires de la planète Gobotron, les GoBots, robots transformables en véhicules, se divisent entre les Gardiens dirigés par Leader et les Renégats dirigés par Cy-Clos.
Le combat viendra sur Terre ou chaque camp aura des partisans, les renégats auront le vil docteur Braxis et les Gardiens, trois astronautes.

## Personnages et voix françaises
- Leader (Leader-1) : Henry Djanik/René Bériard
- Proto (Turbo) : Sady Rebbot
- Scooter : Francis Lax/Jacques Ferrière
- U.F.O. (Path Finder) : Monique Thierry
- Van (Van Guard) : Mario Santini
- Rescousse (Rest-Q) : Roger Lumont
- Cy-Clos (Cy-Kill) : Jacques Deschamps
- Cop-Tair (Cop-Tur) : Sady Rebbot
- Démo (Crasher) : Monique Thierry
- Phytor (Fitor) : Roger Lumont
- Matt Hunter : Georges Caudron
- A.J. Foster : Régine Teyssot
- Nick Burns : Vincent Violette
- Docteur Zebediah Braxis : Jacques Ferrière

## Épisodes
La liste des épisodes ci-après respecte l'ordre original de diffusion aux États-Unis mais ne correspond pas toujours à l'ordre de la diffusion française.
1. Bataille pour Gobotron (Battle For Gobotron - Part 1)
2. Objectif Terre (Target Earth - Part 2)
3. La conquête sur Terre (Conquest of Earth - Part 3)
4. Destination Terre (Earth Bound - Part 4)
5. L'ultime combat (The Final Conflict - Part 5)
6. C'est la pensée qui compte (It's the Thought That Counts)
7. Alliance renégate (Renegade Alliance)
8. La guerre du temps (Time Wars)
9. La terreur de l'Atlandide (Terror In Atlantis)
10. La triple menace (Trident's Triple Threat)
11. Perdu sur Gobotron (Lost On Gobotron)
12. Une autre guerre (Cy-Kill's Shrinking Ray)
13. A la conquête de la planète folle (The Quest For the Rogue-Star)
14. Super Zod (Ultra Zod)
15. Sentinelle (Sentinel)
16. Le piège cataclysmique de Cy-Clos (Cy-Kill's Cataclysmic Trap)
17. La vitesse est loi (Speed Is of the Essence)
18. Le piège cataclysmique de Cy-Clos (Cy-Kill's Cataclysmic Trap)
19. Génie et fils (Genius and Son)
20. Le monde des ténèbres (Dawn World)
21. Un espoir de paix (Pacific Overtures)
22. Alliance forcée (Forced Alliance)
23. Invasion au 21e niveau (1) (Invasion From the 21st Level - Part 1)
24. Invasion au 21e niveau (2) (Invasion From the 21st Level - Part 2)
25. Les sosies (Doppleganger)
26. Le mérite de Scooter (Scooter Enhanced)
27. L'image ternie (Tarnished Image)
28. Fluide Glacial (Cold Spell)
29. Vague de crimes (Crime Wave)
30. Auto folie (Auto-Madic)
31. Les Renégats deviennent fous (1) (Renegade Rampage - Part 1)
32. Les Renégats deviennent fous (2) (Renegade Rampage - Part 2)
33. À la recherche d'anciens Gobonautes (Search For the Ancient Gobonauts)
34. Le jeu (Gameworld)
35. Le loup se replie (Wolf In the Fold)
36. Artillerie lourde (Depth Charge)
37. Le point de transfert (Transfort Point)
38. Vapeur toute (Steamer's Defectio)
39. Le Gobot qui criait aux Renégats (The GoBot Who Cried Renegade)
40. Le prophète (The Seer)
41. Malin, le gamin (Whiz Kid)
42. Le cercle de feu (Ring of Fire)
43. Évasion de Cy-Clos (Cy-Kill's Escape - Part 1)
44. Recherche du créateur (Quest For the Creator - Part 2)
45. La chute du Gobotron (The Fall of Gobotron - Part 3)
46. Direction la terre (Flight to Earth - Part 4)
47. Retour sur Gobotron (Return to Gobotron - Part 5)
48. Élément de danger (Element Of Doom)
49. Les trois dinosaures (Destroy All Guardians)
50. L'évasion d'Elba (Escape From Elba)
51. La mission de Fitor (Fitor to the Finish)
52. L'étoile noire frappe (Clutch of Doom)
53. La troisième colonne (The Third Column)
54. Nouvelle venue pour Leader (A New Suit For Leader-1)
55. La fête foraine des Renégats (Renegade Carnival)
56. Le cadeau (The Gift)
57. Le nouveau rayon (Nova Beam)
58. Le dernier magicien (The Last Magic Man)
59. Braxis a perdu la boule (Braxis Goes Bonkers)
60. Travail interne (Inside Job)
61. Élément de danger (Element of Danger)
62. Mission Gobotron (Mission Gobotron)
63. Titre français inconnu (El Tu Cy-Kill)
64. Les Gobots oubliés par le temps (The GoBots That Time Forgot)
65. Le secret de la comète de Haley (The Secret of Hailey's Comet)
66. L'académie Guardian (Guardian Academy)
67. En quête d'une nouvelle Terre (Quest For New Earth)